# Йончово
Йончово (болг. Йончово) — село в Болгарии. Находится в Кырджалийской области, входит в общину Черноочене. Население составляет 135 человек.

## Политическая ситуация
В местном кметстве Йончово, в состав которого входит Йончово, должность кмета (старосты) исполняет Рами Мюмюн Мурад (Движение за права и свободы (ДПС)) по результатам выборов.
Кмет (мэр) общины Черноочене — Айдын Ариф Осман (Движение за права и свободы (ДПС)) по результатам выборов.